# Islamische Revolution
Die sogenannte Islamische Revolution (persisch انقلاب اسلامی enqelāb-e eslāmi), (ursprünglich) auch als „Iranische Revolution“ bezeichnet, war eine vielschichtige Bewegung, die 1979 zur Absetzung von Schah Mohammad Reza Pahlavi und zur Beendigung der Monarchie in Iran führte. Sie wird auch Revolution 57 (persisch Enghelāb-e pandschah o haft) genannt, nach dem Revolutionsjahr 1357 im iranischen Kalender. Symbolfigur und später Revolutionsführer war der Ajatollah Ruhollah Chomeini, der ab 1979 gegen weitere revolutionäre und säkulare Gruppen sein Staatskonzept von der Regentschaft der Geistlichkeit (Welāyat-e Faqih, „Statthalterschaft des Rechtsgelehrten“) zum Teil mit Gewalt durchsetzte und neues Staatsoberhaupt wurde.
Die ersten von Ruhollah Chomeini angeführten Demonstrationen gegen den Schah fanden im Juni 1963 statt. Mit den von der Freiheitsbewegung (Nehzat-e Azadi) um Mehdi Bāzargān, einem Mitglied des Parteienbündnisses der Nationalen Front, unterstützten Protesten sollte das Reformprogramm der Weißen Revolution von Schah Mohammad Reza Pahlavi, vor allem die Abschaffung des Großgrundbesitzes und die Einführung des Frauenwahlrechts, verhindert werden.
Nach einer auf Druck des US-Präsidenten Jimmy Carter im Jahr 1977 erfolgten politischen Liberalisierung lebten die von Chomeini initiierten Demonstrationen im Januar 1978 wieder auf. Zwischen August und Dezember 1978 legten mit Unterstützung der Nationalen Front organisierte Streiks die Wirtschaft des Landes lahm. Der Schah verließ das Land Mitte Januar 1979 und zwei Wochen später kehrte Chomeini, der 1964 ins Ausland abgeschoben worden war, aus seinem französischen Exil nach Teheran zurück, wo er von einer jubelnden Menschenmasse begrüßt wurde. Die konstitutionelle Monarchie brach spätestens am 11. Februar 1979 endgültig zusammen, als Guerillagruppierungen und bewaffnete islamistische Revolutionäre die schahtreuen Teile der Armee in Straßenkämpfen angriffen. Am 1. April 1979 wurde die bisherige Staatsform der Monarchie als Ergebnis eines zuvor abgehaltenen Referendums abgeschafft und durch die neue Staatsform der Islamischen Republik ersetzt.
Die Islamische Revolution, die zunächst eine iranische war, ermöglichte einer mittellosen Landbevölkerung den Aufstieg zu bescheidenem Wohlstand. Viele Dorfbewohner waren in die Slums iranischer Großstädte gezogen und bildeten ein Kleinbürgertum, das loyal zu dem durch die Revolution eingeführten theokratischen System war. Für diese Loyalität erhielten sie Arbeitsplätze, Bildung, Wohnungen, was ihnen zuvor als ländliches Prekariat verwehrt geblieben war.

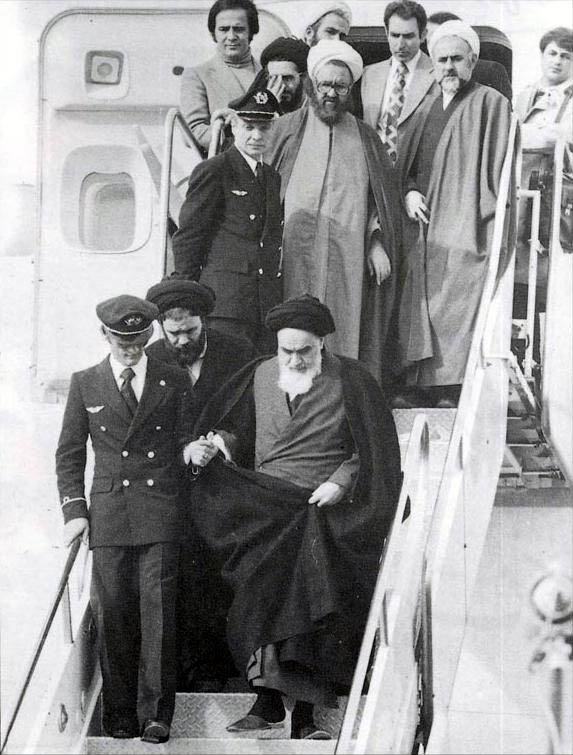
Ruhollah Chomeini bei seiner Rückkehr aus dem Exil am 1. Februar 1979 am Flughafen in Teheran. Oben links: Sadegh Ghotbzadeh

## Vorgeschichte
Der schiitische Klerus (ʿUlamā') hatte immer großen Einfluss auf den Teil der iranischen Bevölkerung, der religiös und konservativ war und westliche Einflüsse in der iranischen Gesellschaft ablehnte. Dass der Klerus eine bedeutsame politische Kraft war, zeigte sich in der jüngeren iranischen Geschichte 1891 in der Tabakbewegung, die sich gegen eine von Nāser ad-Din Schah erteilte Konzession richtete, die den gesamten Tabakhandel in Iran an die britische Imperial Tobacco Corporation vergeben hatte.
Wenige Jahre später beteiligten sich auch schiitische Geistliche im Rahmen der Konstitutionellen Revolution (1905 bis 1911) am Sturz der absolutistischen Monarchie und dem Aufbau einer konstitutionellen Monarchie mit einer Verfassung und einem Parlament. Während der Konstitutionellen Revolution kam es zu heftigen Diskussionen zwischen der Geistlichkeit und den bürgerlichen Kräften, welche Rolle der Islam in der Verfassung spielen solle. Revolutionsführer Chomeini bezog sich in seinen Schriften direkt auf den 1909 von den Konstitutionalisten erhängten Scheich Fazlollah Nuri und bezeichnete ihn als Vorbild, der für die Vorherrschaft der Religion im politischen System Irans gekämpft habe. Nuri hatte in der verfassungsgebenden Versammlung durchgesetzt, dass eine Kommission schiitischer Geistlicher jedes vom Parlament verabschiedete Gesetz daraufhin überprüfen müsse, dass es nicht den Gesetzen des Islams widerspreche; ansonsten sei es nichtig.
Jahrzehnte später kam es dann zu den zu erwartenden Auseinandersetzungen zwischen dem Klerus und Reza Schah Pahlavi, der bis dahin gültige islamische Gesetze und Gerichte 1927 durch eine moderne Rechtsordnung westlicher Prägung ersetzte, das Tragen des Hidschāb verbot und die koedukative Erziehung in den Schulen einführte.
Im Jahr 1941 trat Reza Schah Pahlavi nach der anglo-sowjetischen Invasion auf britischen Druck hin zurück. Sein Sohn Mohammad Reza Pahlavi folgte ihm auf dem Thron. Schah Mohammad Reza Pahlavi suchte die Aussöhnung mit der Geistlichkeit und lud die in den Irak geflüchteten Ajatollahs ein, nach Iran zurückzukehren.
1953 führte eine von den Geheimdiensten der USA und Großbritanniens durchgeführte Operation zum Sturz von Premierminister Mohammad Mossadegh. Mit der als Operation Ajax in die Geschichte eingegangenen Geheimdienstoperation wurde die Machtstellung Schah Mohammad Reza Pahlavis weiter gefestigt. Mossadegh hatte die Verstaatlichung der Ölwirtschaft in Iran umgesetzt, um die Ausbeutung der iranischen Ölfelder durch die britische Anglo-Persian Oil Company zu stoppen. Damit löste er eine internationale Krise aus (Abadan-Krise), die letztlich zu seinem Sturz führte.

## Ideologische Entwicklungen im Vorfeld der Revolution

### Chomeinis Kritik an der Weißen Revolution

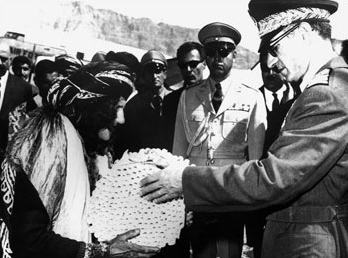
Schah Mohammad Reza Pahlavi bei der Übergabe von Landbesitzurkunden

Der Führer der Islamischen Revolution, der schiitische Geistliche Ruhollah Chomeini, wurde 1963 einem größeren iranischen Publikum dadurch bekannt, dass er sich vehement gegen das Reformprogramm des Schahs, das später den Titel Weiße Revolution tragen sollte, aussprach. Chomeini sah in dem Programm, dessen Hauptpunkte aus einer Landreform, der Stärkung der Rechte der Frauen und einer Alphabetisierungskampagne bestanden, einen Angriff auf den Islam. Obwohl Chomeini das Referendum über das Reformprogramm als ein gegen Gott gerichtetes Vorhaben brandmarkte und alle Gläubigen aufrief, nicht an der Abstimmung teilzunehmen, sprachen sich am 26. Januar 1963 5.598.711 Iraner dafür und nur 4.115 dagegen aus.

Am 3. Juni 1963 griff Chomeini während der Aschura-Feierlichkeiten den Schah in einer Rede in Ghoms Faizieh-Schule persönlich an, indem er eine Rede gegen den Tyrannen unserer Zeit hielt: 

„Diese Regierung ist gegen den Islam gerichtet. Israel ist dagegen, dass in Iran die Gesetze des Korans gelten. Israel ist gegen die erleuchtete Geistlichkeit … Israel benutzt seine Agenten in diesem Land, um den gegen Israel gerichteten Widerstand zu beseitigen … der Koran, die Geistlichkeit … Oh Herr Schah, oh erhabener Herrscher, ich gebe Ihnen den guten Rat nachzugeben und (von diesen Reformen) abzulassen. Ich will keine Freudentänze der Bevölkerung sehen, an dem Tag, an dem Sie das Land auf Befehl Eurer Meister verlassen werden, so wie alle jubelten, als Ihr Vater das Land einst verlassen hat.“

 Nach dieser Rede wurde Chomeini am 5. Juni 1963 verhaftet.
Die Rede Chomeinis gegen die Reformen der Weißen Revolution wurde von gewalttätigen Demonstrationen in Ghom, Schiras, Maschhad und Teheran begleitet. Mehr als 10.000 Demonstranten zogen am 5. Juni 1963 durch die Straßen Teherans, um gegen die Verhaftung Chomeinis zu protestieren. Premierminister Asadollah Alam rief die Armee zu Hilfe, nachdem er nur noch mit einem gepanzerten Fahrzeug den Regierungssitz verlassen konnte. Zum ersten Mal nach dem Zweiten Weltkrieg herrschte in Teheran der Ausnahmezustand. Truppen marschierten in den Straßen auf und es wurde auf Demonstranten geschossen. Tausende wurden verletzt. Die Zahl der Toten wurde von Premierminister Alam mit 20 angegeben. Chomeini und seine Anhänger sprachen von 15.000 toten Demonstranten. Nach einer nach der islamischen Revolution durchgeführten Untersuchung von Emad al-Din Baghi waren am 5. Juni 1963 in Teheran bei den gewalttätigen Ausschreitungen 32 Demonstranten zu Tode gekommen. Der Widerstand gegen Mohammad Reza Schah unter Chomeini hatte sich formiert. Führende Politiker der Islamischen Republik Iran erklären heute, die Proteste im Juni 1963 seien die Geburtsstunde der islamischen Revolution gewesen.
Nach acht Monaten Hausarrest kam Chomeini wieder frei und begann von neuem, gegen den Schah und seine Regierung zu agitieren. Im November 1964 wurde er ein weiteres Mal verhaftet und in die Türkei abgeschoben.

### Chomeini im Exil
Nach seinem anfänglichen Aufenthalt in Bursa (Türkei) konnte Chomeini im Oktober 1965 auf sein Drängen hin in den Irak reisen, wo er sich zuerst in Bagdad, dann in Nadschaf, einem heiligen Ort der Schiiten, niederließ. Er konnte sich dort relativ frei bewegen und seine Studien und Lehrtätigkeit fortsetzen. In diesem Klima entstand Chomeinis wichtigstes Werk: Der Islamische Staat (1970). In diesem Werk entwickelte er das Staatsprinzip der Welayat-e-faghih („Herrschaft des Obersten Rechtsgelehrten“). In seiner Agitation gelang es ihm allmählich, die Idee des gesellschaftlichen Fortschritts durch die Ausrichtung am Westen, die eine der Grundlagen des Reformprogramms des Schahs war, zu diskreditieren und eine eigene, islamische Fortschrittsideologie zu entwickeln. Dabei griff er auf Dschalāl Āl-e Ahmads Kritik der Verwestlichung Irans zurück. Al-e Ahmad sprach von der Verwestlichung (Gharbzadegi) als Plage, welche die iranische Gesellschaft vergifte.
Ein weiterer wichtiger Beitrag, um den als rückwärtsgewandt geltenden schiitischen Islam als fortschrittsorientiert erscheinen zu lassen, waren die Veröffentlichungen von Ali Schariati. Für ihn zeigte der Islam den Weg zur Befreiung der Dritten Welt vom Joch des Kolonialismus, Neokolonialismus und des Kapitalismus. Morteza Motahharis populäre Predigten über den Kampf des schiitischen Islam gegen die Ungerechtigkeit in der Regelung der Nachfolge Mohammads tat ein Übriges, seine Zuhörer für den neuen Kampf gegen die vermeintlichen Ungerechtigkeiten des Schahregimes zu mobilisieren.
Eines der zentralen Themen Chomeinis war, dass die Revolte und besonders der Kampf des Märtyrers gegen Ungerechtigkeit und Tyrannei zentraler Bestandteil des schiitischen Islam sei und dass Muslime dem Islam und weder dem westlichen Weg (Liberalismus und Kapitalismus) noch dem östlichen Weg (Kommunismus) folgen sollten: Na Scharghi Na gharbi Dschomhuriyeh Eslami („Weder Ost noch West [sondern eine] Islamische Republik“).

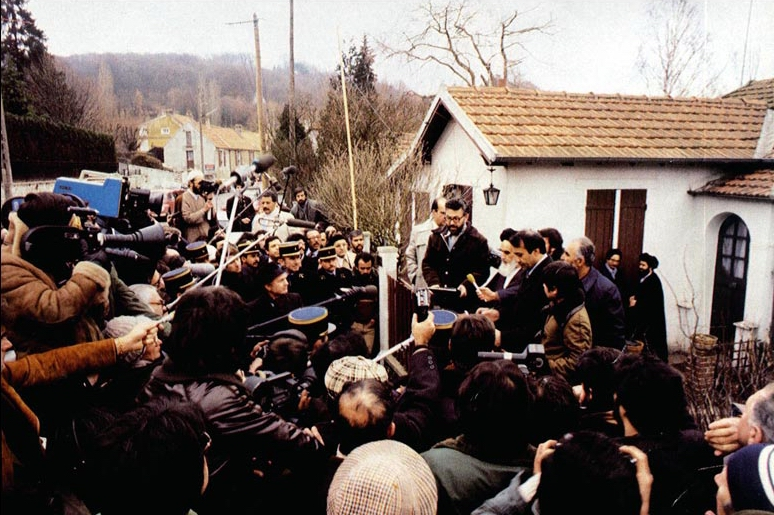
Chomeini in Neauphle-le-Château vor westlichen Medien

Am 6. Oktober 1978 wurde Chomeini von dem Vizepräsidenten Saddam Hussein des Landes verwiesen und nach Frankreich abgeschoben. Erst in Neauphle-le-Château, seinem Wohnort in Frankreich, – in Nadschaf war Chomeini nur ein Ajatollah unter vielen – war es für Chomeini möglich, mit den Möglichkeiten der internationalen Presse Aufmerksamkeit auf sich zu ziehen und die Verbreitung seiner Reden mittels Tonbandmitschnitten in Iran zu forcieren. Amir Taheri zählt in den wenigen Monaten 132 Rundfunk-, Fernseh- und Presseinterviews auf. Mohammad Beheschti spielte bei der Verbreitung in Iran eine entscheidende Rolle.

### Die Oppositionsbewegung
Trotz des angeblich rigorosen Durchgreifens des Schahs und seines Geheimdienstes SAVAK konnten sich drei wichtige Oppositionsbewegungen entwickeln:
- Die zwar offiziell verbotene, aber im Untergrund erfolgreich agierende kommunistische Tudeh-Partei leistete überwiegend friedlichen Protest durch die Organisation von Streiks und Demonstrationen. Die maoistisch oder marxistisch geprägten Volksmudschahedin führten einen bewaffneten Guerillakrieg. Ihre Rolle bei der Entstehung der Islamischen Revolution wurde später von Ayatollah Mahmud Taleghani hervorgehoben. Er wurde Oktober 1979 in der Zeitung Ettelā'āt mit den Worten zitiert: „Die Gründer der Mudschahedin waren wahre Muslime. Sie waren Juwelen – oder Leuchtfeuer – die in Zeiten der Dunkelheit leuchten. Sie waren es, die den heroischen Kampf begannen, der schließlich in der Islamischen Revolution gipfelte.“[13]

- Eine zweite Oppositionsbewegung bildete die von Mossadegh gegründete, Mitte-links einzuordnende Nationale Front (auch als Nationale Widerstandsbewegung bezeichnet), ein Zusammenschluss diverser Parteien. Ein prominenter Führer dieser Bewegung war Mehdi Bāzargān.

- Die dritte und für die Revolution entscheidende Oppositionsbewegung gegen den Schah bildete im Kern die 1977 gegründete Vereinigung der kämpfenden Geistlichkeit (Dschame'e-ye Rowhaniyat-e Mobarez). Die Partei wurde mit weit zurückreichenden Wurzeln von einer Gruppe islamischer Geistlicher 1977 im Geheimen gegründet, um den Sturz von Schah Mohammad Reza Pahlavi vorzubereiten.[14] Sie ist die älteste klerikal ausgerichtete Partei im heutigen Iran. Die Gründungsmitglieder waren Ali Chamene’i, der heutige „oberste Führer“ der Islamischen Republik Iran, Morteza Motahhari, Mohammad Beheschti, Mohammad-Dschawad Bahonar, Ali-Akbar Rafsandschani und Mofatteh. Motahhari sprach in einer seiner Schriften explizit von der Notwendigkeit einer „Islamischen Revolution in Iran“ und definierte als ihre Ziele: 1. Wiederherstellung der Kennzeichen der Religion; 2. die Schaffung einer radikalen religiösen Reform im Land; 3. Sicherheit für die Unterdrückten; und 4. Wiedereinsetzung der Hadd-Strafen.[15]

Unterstützt wurde die Vereinigung der kämpfenden Geistlichkeit von der Gesellschaft der Dozenten der religiösen Seminare (Dschame'eh-ye Modarresin Hozeh-ye Elmiyeh), welche die Lehrer der Religionsschulen repräsentierte, der Vereinigung der Islamischen Koalition (Hayat-e Mo'talefeh Eslami), die in der Hauptsache von Kaufleuten aus dem Basar getragen wurde, und der Gesellschaft der islamischen Ingenieure (Dschame'eh-ye Eslami Mohandesin), die sich aus Technokraten bildete, welche die westlich orientierte Politik des Schahs ablehnten.

## Demonstrationen und Streiks

### Der Tod Mostafa Chomeinis
Die ersten militanten Anti-Schah-Demonstrationen begannen im November 1977 in Täbris und Schiras nach dem Tod von Mostafa, dem Sohn Chomeinis. Die Zahl der Demonstranten belief sich auf wenige Hundert. In der Ark-Moschee von Teheran wurde – bei der Trauerrede zu Ehren seines Sohnes – Chomeini zum ersten Mal als „Imam“ bezeichnet. In der letzten Woche des Novembers 1977 schlossen die meisten Geschäftsleute des Teheraner Basars ihre Geschäfte und begaben sich in einen Streik, um damit der Trauergemeinde von Mostafa Chomeini ihr Mitgefühl auszusprechen. Selbst der alte und allseits respektierte Ajatollah Seyyed Ahmad Chansari konnte die Geschäftsleute nicht dazu bewegen, ihre Geschäfte wieder zu öffnen und den Streik abzubrechen.
Am 2. Dezember 1977 fand in Ghom eine 40 Tage nach dem Sterbefall organisierte Gedenkzeremonie für Mostafa Chomeini statt. Bei dieser Zeremonie traten die sonst üblichen religiösen Ansprachen völlig in den Hintergrund. Bei der Zeremonie wurde ein 14 Punkte umfassender Forderungskatalog verlesen, der von der Trauergemeinde durch Beifall angenommen wurde. Die Forderungen lauteten unter anderem:
1. Rückkehr Chomeinis aus dem Exil,
2. Freilassung aller politischen Gefangenen,
3. Wiedereröffnung aller Religionsschulen, die wegen ihrer politischen Aktivitäten geschlossen worden waren,
4. uneingeschränkte Redefreiheit,
5. Verbot der Pornographie,
6. Recht der Frauen, den Tschador zu tragen,
7. Unterstützung der Armen,
8. Unabhängigkeit vom internationalen Kapitalismus und Abbruch der diplomatischen Beziehungen zu Israel,
9. Abschaffung der neuen, nach der 2500-Jahr-Feier eingeführten Jahreszählung und Rückkehr zum islamischen Kalender.

Durch das Vorlesen dieser Forderungen im Rahmen einer schiitischen Zeremonie und einer Art Abstimmung durch zustimmendes Rufen der Anwesenden war aus einer religiösen eine politische Veranstaltung geworden. Nach dem offiziellen Ende marschierte eine kleinere Gruppe angeführt von jungen Klerikern mit den Rufen „Lang lebe Chomeini, Tod dem Schah“ zur Fayziyeh-Religionsschule, die 1975 nach Krawallen geschlossen worden war. Auf dem Weg zur Schule wurden Scheiben von Banken zertrümmert und eine Polizeistation angegriffen. 28 Demonstranten wurden verhaftet.
In den beiden letzten Monaten des Jahres 1977 war es den Anhängern Chomeinis gelungen, die politische Initiative an sich zu reißen. Chomeini, der zu Beginn des Jahres 1977 in seinem Exil im Irak zunehmend in Vergessenheit geraten war, war wieder Tagesgespräch. Die Zahl der Demonstranten, die seine Anhänger mobilisieren konnten, betrug zum Ende des Jahres 1977 bereits einige Tausend.

### „Iran und der Schwarze und Rote Kolonialismus“

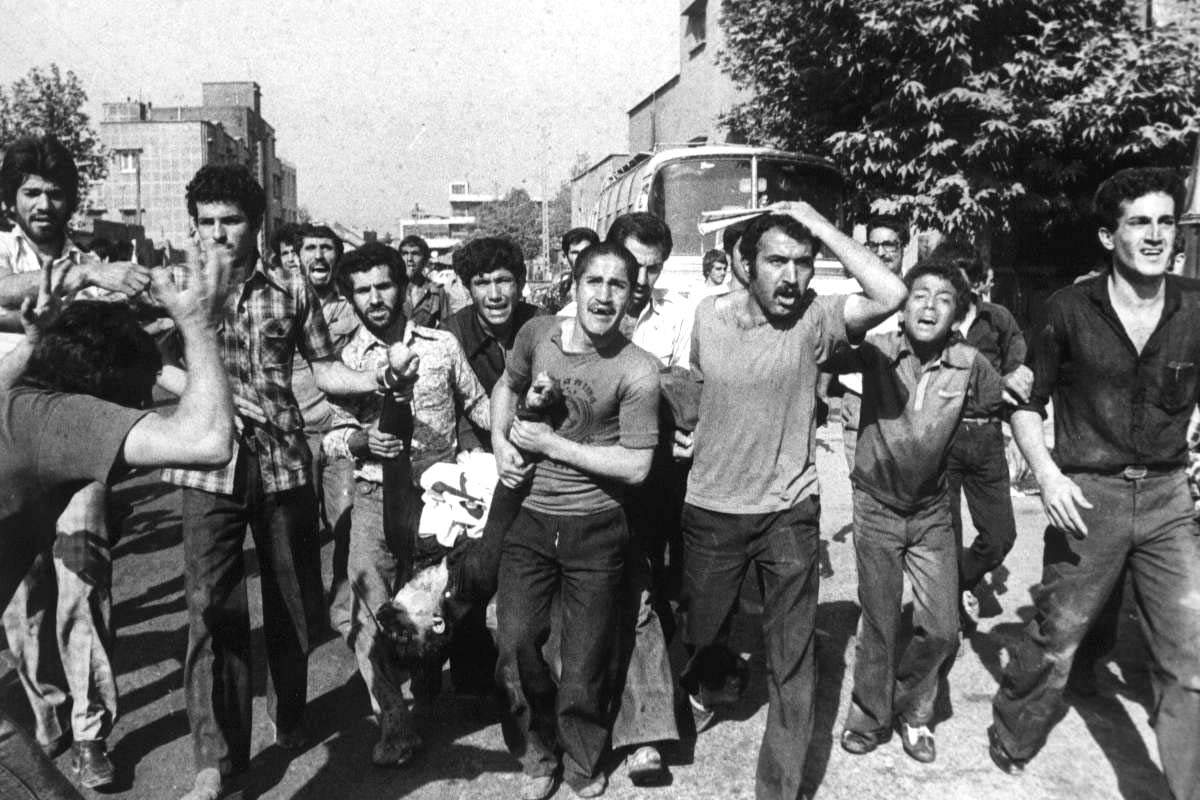
Demonstration 1978

Am 7. Januar 1978 (17. Dei 1356) erschien in der Tageszeitung Ettelā'āt unter dem Namen Ahmad Raschidi Motlagh ein Artikel, der den Titel Iran und der schwarze und rote Kolonialismus trug. In ihm wird Chomeini beleidigt und verunglimpft. Dieser Artikel gilt gemeinhin als Auslöser der Revolution.
Am 8. Januar 1978 kamen einige hundert Studenten zusammen, die randalierend durch die Straßen von Ghom zogen, die Scheiben einiger Banken einschlugen und ihnen entgegenkommende Personen verprügelten, die sie beschuldigten, Agenten der Regierung zu sein.
Am 9. Januar 1978 kamen einige tausend Demonstranten zusammen, schweigend, um den Sicherheitskräften keinen Anlass für ein Eingreifen zu geben. An einer Polizeistation in der Innenstadt hatten die Sicherheitskräfte eine Straßensperre eingerichtet. Als die Demonstranten an der Straßensperre angekommen waren, kam es durch Steinwürfe zur Eskalation. Es begann eine Straßenschlacht, die bis gegen 21 Uhr andauerte. Schnell verbreitete sich jedoch das Gerücht, dass es bei Demonstrationen in Ghom mindestens 100 Tote gegeben habe, später war dann von 300 Toten die Rede. Bei der Straßenschlacht mit der Polizei sollen fünf bzw. sieben Demonstranten zu Tode gekommen sein.
Nach schiitischer Tradition findet 40 Tage nach einem Todesfall eine Gedenkzeremonie für den Toten statt. Nach Ablauf dieser Frist kam es am 18. Februar 1978 zu Gedenkzeremonien mit Demonstrationen für die Toten von Ghom. Trotz der Aufforderung, ruhig zu bleiben, kam es in Täbris zu einer Straßenschlacht mit den Sicherheitskräften, an deren Ende 13 Tote zu beklagen waren. Die Zahl der Toten wurde u. a. gezielt erhöht, um die gegen Chomeini eingestellten Kleriker weiter unter Druck setzen zu können. Der Großajatollah Schariatmadari war nach den Demonstrationen von Täbris wütend, dass sein Aufruf zu gewaltfreien Demonstrationen missachtet worden war, und erklärte ultimativ, dass in Demonstrationen „keine Art aufhetzender Slogans oder gewalttätige Demonstrationen erlaubt seien“. Nachdem Chomeini an die Macht gekommen war, sollte Schariatmadari erhebliche Kritik für seine „destruktiven Äußerungen nach den Demonstrationen von Täbris“ erfahren.

### Der Brandanschlag auf das Cinema Rex
Am 19. August, nach iranischem Kalender am 28. Mordad, dem 25. Jahrestag des Sturzes der Regierung Mossadegh, wurden von Islamisten 28 Kinosäle in ganz Iran in Brand gesteckt. Über 400 Tote waren bei dem Brandanschlag auf das Cinema Rex in Abadan zu verzeichnen. Bahman Nirumand spricht von 477 Toten, nach anderen Quellen starben mindestens 600 Menschen. Obwohl Kinos ein bevorzugtes Ziel der islamischen Oppositionsbewegung waren, wurde das von Chomeini verbreitete Gerücht geglaubt, die SAVAK sei für das Feuer verantwortlich. Weit über 10.000 Menschen gingen für die Opfer des Brandes und gegen den Schah auf die Straße.

### Der schwarze Freitag
Ab September des Jahres 1978 fanden regelmäßig Massendemonstrationen statt und der Schah rief unter Berufung auf das Kriegsrecht ein allgemeines Demonstrationsverbot aus. Am 8. September begannen in Teheran massive Proteste, die Anzahl der Todesopfer betrug 88 nach Emad al-Din Baghi. Der Tag ging als Schwarzer Freitag in die Geschichte ein. Es kam zusätzlich zu den Demonstrationen zu Massenstreiks, welche die iranische Wirtschaft beinahe völlig zum Erliegen brachten.

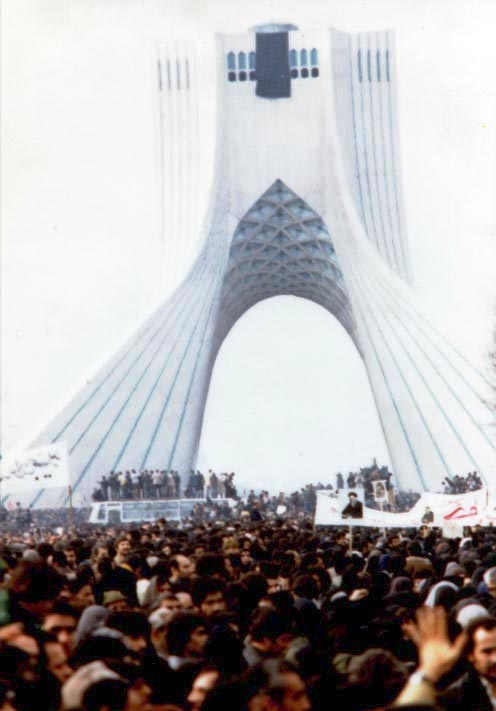
Massendemonstration am Freiheitsturm in Teheran

### Die Muharram-Proteste
Die sogenannten Muharram-Proteste gipfelten in einer Massendemonstration mit über 2 Millionen Teilnehmern rund um den Shahyad-Turm (nach der Revolution umbenannt in Freiheitsturm) am 2. Dezember 1978. Die aufgebrachte Menge forderte den Rückzug des Schahs und die Rückkehr des Ajatollahs Chomeini.

## Die Rückkehr Chomeinis
Nach der Konferenz von Guadeloupe im Januar 1979, auf der der französische Präsident Valéry Giscard d’Estaing, Präsident Jimmy Carter aus den USA, Premierminister James Callaghan aus Großbritannien und Bundeskanzler Helmut Schmidt beschlossen hatten, den Schah nicht mehr zu unterstützen und das Gespräch mit Ajatollah Ruhollah Chomeini zu suchen, verließ Mohammad Reza Pahlavi am 16. Januar 1979 mit seinem engsten Kreis Iran. Seine Abschiedsworte waren: 

„Ich musste in Bezug auf die Unruhen, die es in unserem Land gibt, viel Geduld aufbringen. Jetzt bin ich müde und benötige dringend Ruhe und Erholung …“

 Der Schah hatte am 31. Dezember 1978 Schapur Bachtiar, ein führendes Mitglied der Nationalen Front, zum Premierminister bestimmt. Nach der Bestätigung durch das Parlament und den Senat nahm Bachtiar seine Amtsgeschäfte auf. Unterdessen sendete US-Präsident Carter General Robert E. Huyser nach Teheran, der unter Hochdruck Verhandlungen mit der iranischen Armee führte, um einen Putsch gegen die neue Regierung zu verhindern. Mit der Ankunft Chomeinis stand die Gefahr eines Putsches nach wie vor im Raum, während Huyser das Militär des Schahs stets zu Verhandlungen drängte, bis das Militär schließlich seine Neutralität erklärte.

### Die Ankunft
Am 1. Februar gegen 9 Uhr morgens Ortszeit landete Chomeini an Bord einer von Air France gecharterten Boeing 747-100 (Luftfahrzeugkennzeichen F-BPVD) auf dem Flughafen Teheran-Mehrabad und wurde von Millionen Iranern begeistert empfangen. Inzwischen war er in den Augen vieler Schiiten zu einem Messias geworden, zu einem Retter der Nation, von Gott gesandt. General Rahimi, der für die Einhaltung des Ausnahmezustands in Teheran zuständig war, hatte mit der Opposition vereinbart, dass friedliche Demonstrationen für die nächsten drei Tage erlaubt seien. Die Armee war in Bereitschaft versetzt worden, um bei Ausschreitungen eingreifen zu können. Die ersten, die die Maschine nach der Landung verließen, waren die Bodyguards von Chomeini. Chomeini hatte dreißig bis vierzig hochtrainierte Libyer zu seinem Schutz angeheuert.
Chomeini hielt nach seiner Ankunft eine kurze Ansprache, in der er die gegenwärtige Regierung für illegal erklärte und klarmachte, dass er innerhalb der nächsten beiden Tage eine neue, islamische Regierung ernennen werde.

### Ansprache auf dem Zentralfriedhof

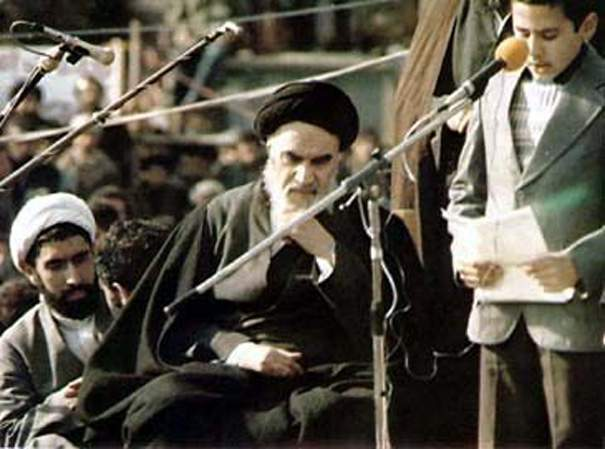
Ruhollah Chomeini in Behescht-e Zahra, 1. Februar 1979

Dann verließ Chomeini den Flughafen und flog mit dem Hubschrauber zum Zentralfriedhof von Teheran Behescht-e Zahra, um vor einem knapp zwei Millionen Menschen zählenden Publikum („Studenten, Intellektuelle, Kommunisten, einfache Arbeiter und Professoren, Frauen im Minirock und Frauen im Tschador“) eine große Ansprache an die iranische Nation zu halten.

#### „Allah soll der Nation den gerechten Lohn geben“
„Im Namen Allahs dem Allmächtigen. Wir haben in dieser Zeit viel Unheil erlebt. Manche Siege hatten wir. Und manche waren auch große Siege. Aber: Das Unglück der Frauen, deren Söhne gestorben sind, die Männer, die ihre Kinder verloren haben, die Kinder, die ihre Väter verloren haben. Wenn meine Augen jemanden sehen, der sein Kind verloren hat, kommt eine Stimme in mein Ohr, die ich nicht aushalten kann. Ich kann den Schaden, den unsere Bevölkerung erlitten hat, nicht wiedergutmachen. Ich kann mich nicht bei dieser Nation bedanken, die alles, was sie hatte, für Gott geopfert hat. Gott soll Ihr den gerechten Lohn geben. Ich spreche allen Müttern, die ihre Kinder verloren haben, mein Beileid aus. Ich teile ihre Trauer. Ich spreche den Vätern, deren Söhne gestorben sind, mein Beileid aus. Und ich spreche den Kindern mein Beileid aus, die ihre Väter verloren haben. Lassen Sie mich deutlich machen, warum unsere Nation ein solches Unglück erlebt hat, was diese Nation früher gesagt hat und was sie heute sagt. Was sie gesagt hat und was sie sagt, seit sie ihre Stimme erhoben hat: Es gibt Mord, Grausamkeit, Raub, und all dieses geht auch heute noch weiter. Was hat die Nation getan, dass sie solch ein Unglück ertragen muss?“

 James A. Bill bezifferte 1980 in einem von der Friedrich-Ebert-Stiftung herausgegebenen Buch The Iranian Revolution and the Changing Power Structure die Gesamtzahl der Opfer der letzten 13 Monate vor dem Sturz des Schahs mit über 20.000 Toten und mehr als 100.000 Verletzten. Ende der 1990er Jahre untersuchte Emad al-Din Baghi im Auftrag der Zeitschrift der iranischen „Märtyrer-Stiftung“ (Bonyade Schahid) und auf der Grundlage der von der Stiftung nach der Islamischen Revolution gesammelten Daten die Zahl der Opfer des Schah-Regimes. Er kam dabei zu dem Ergebnis, dass zwischen 1963 und 1979 insgesamt 3.164 Iraner im Kampf gegen das Regime getötet worden seien, davon 2.781 in den revolutionären Unruhen 1977/78. Die Zahl der Opfer des marxistischen Guerillakampfes ab 1971 beziffert er dabei mit 341, von denen 171 im Kampf mit den Sicherheitskräften getötet, 91 hingerichtet, 15 „verschwunden“ und 42 unter der Folter gestorben seien.

#### „Monarchie, Parlament und Regierung sind illegal“
Nachdem Chomeini in seiner Rede der Opfer gedacht hatte, kam er zu dem wichtigsten Punkt seiner Rede, der Illegalität des bestehenden Systems. Als Erstes erklärte er die Staatsform der Monarchie für illegal. 

„Ein Thema, das unsere Nation beschäftigt, ist die Frage der Illegitimität der Pahlavi-Dynastie. Die, die in meinem Alter sind, wissen und haben gesehen, dass uns der Parlamentarismus mit der Gewalt der Bajonette aufgezwungen wurde. Die Nation war nicht daran beteiligt. Mit Gewalt wurden die Abgeordneten gezwungen, Reza Schah zum Schah zu wählen. Deshalb war die Wahl von Reza Schah von Beginn an illegitim.
Diese Monarchie und überhaupt die Regierungsform der Monarchie ist gegen die Prinzipien der Logik und gegen die Menschenrechte. Angenommen, dass eine Nation geschlossen eine Person zum König bestimmt, so kann sie dies tun, weil sie über das eigene Schicksal bestimmen kann. Ihre Stimme ist für diese Nation gültig. Aber wenn eine Nation gewählt hat, sogar wenn alle Söhne und deren Söhne auch König wurden, auf welcher Grundlage und welcher Bestimmung kann die Nation von vor 50 Jahren das Schicksal der nächsten Nation bestimmen? Das Schicksal jeder Nation ist in ihrer eigenen Hand. In der Vergangenheit, zum Beispiel in der Kadscharenzeit unter Aga Mohammed Khan lebten wir noch nicht. Und nehmen wir an, dass durch ein Referendum mit Zustimmung der ganzen Nation entschieden wurde, dass Aga Mohammed Kadschar König sein soll, und dass all die anderen Könige, die nach ihm kämen, Könige sein sollen, aber als wir lebten und Ahmad Schah Kadschar an der Regierung war, konnte keiner von uns verstehen, wie die Zeit von Agha Mohammad Khan war. Auf welcher Grundlage haben unsere Väter, die für das Königreich der Kadscharen ihre Stimme abgaben, entschieden, dass in unserer Zeit Ahmad Schah König sein soll? Das Schicksal jeder Nation liegt in ihren eigenen Händen. Eine Nation vor hundert oder hundertfünfzig Jahren war irgendeine Nation, hatte irgendein Schicksal und hatte ihr Recht. Aber sie hatte keine Gewalt über uns, uns einen König aufzuzwingen. Nehmen wir an, als die Pahlavi-Dynastie etabliert wurde, sagen wir, die Leute haben es so gewollt. Und auch das Parlament wurde den Bestimmungen entsprechend durch eine Wahl durch die Bevölkerung legitimiert. Daraus folgt, dass mit diesem illegalen Vorgang, sogar wenn er korrekt wäre, nur Reza Khan als Schah legitimiert wäre, und dass er nur die Leute regieren konnte, die damals gelebt haben.
Aber dass Mohammad Reza Pahlavi König wird? Eine Bevölkerungsmehrheit und eine kleine Gruppe, die die damalige Situation verstanden haben, welches Recht hatten sie damals, unser heutiges Schicksal zu bestimmen? Deswegen sind auch die Regierung und Monarchie von Mohammad Reza illegal, weil die Monarchie seines Vaters illegal war, und weil sie uns mit der Gewalt der Bajonette aufgezwungen wurde.
Nehmen wir an, falls die Regierung von Reza Schah legal war, welches Recht hatte sie, diese Regierungsform für uns zu bestimmen? Unsere Väter sind nicht unser Vormund. Können die Leute, die vor achtzig oder hundert Jahren gelebt haben, über das zukünftige Schicksal einer Nation entscheiden? Das ist auch noch ein Grund, warum die Monarchie von Mohammad Reza illegal ist.
Hinzu kommt, dass, selbst wenn die Monarchie, die damals errichtet wurde, und auch das Parlament, das damals richtig war, die heutige Nation, die ihr eigenes Schicksal tragen muss, erklärt: Wir wollen diese Monarchie nicht. Wenn die Nation wählt, dass wir die Monarchie von Reza Schah und Mohammad Reza Schah nicht haben wollen, nehmen wir unser künftiges Schicksal in unsere eigenen Hände. Das ist einer der Gründe, warum die Monarchie von Mohammad Reza illegal ist.“

 Nachdem Chomeini erklärt hatte, warum die bestehende Monarchie illegal sei, erläuterte er, warum das Parlament und die Regierung illegal seien:

„Jetzt kommen wir zu den Regierungen, die unter der Regentschaft von Mohammad Reza gebildet wurden und zu den Parlamenten, die wir erlebt haben. Während der Zeit der Konstitutionellen Revolution (maschrutiat), hatte die Bevölkerung, von wenigen Ausnahmen abgesehen, keine Teilhabe an der Wahl der Abgeordneten. Jetzt, da sie eine Nation sind und in Teheran leben, sind sie sich dessen bewusst geworden. Ich frage Euch, die Bevölkerung von Teheran, diese Abgeordneten in Parlament oder Senat, war es Euch bewusst, dass es Eure Abgeordneten sind? Kennt die Mehrheit der Bevölkerung ihre Abgeordneten im Parlament oder Senat? Sie wurden nämlich auch mit Gewalt bestimmt, ohne dass die Bevölkerung beteiligt war. Ein Parlament, das zusammentrat, ohne die Bevölkerung zu fragen und ohne deren Willen zu berücksichtigen, ist illegal. Deswegen durften die, die im Parlament sitzen und den Reichtum der Nation als ihr Einkommen betrachten, ihre Bezüge nicht kassieren. Dies gilt auch für die, die im Senat sind. Auch er ist mit Gewalt bestimmt worden, ohne dass die Bevölkerung daran beteiligt war. Ein Parlament, das ohne Wissen und ohne den Willen der Bevölkerung gebildet wurde, ist illegal. Deswegen gilt für diejenigen, welche im Parlament sitzen und kassieren, was der Bevölkerung gehört, und was als Gehalt eines Abgeordneten bezeichnet wird, dass sie kein Recht hatten, dieses Gehalt zu kassieren. Auch die, die im Senat sitzen, hatten kein Recht auf diese Bezüge. Sie schulden diese Bezüge der Bevölkerung. Die Regierung, die unter einem Regenten tätig ist, einem König, der selbst und dessen Vater illegal sind, diese Abgeordneten sind illegal. Die Regierung, die von einem solchen Parlament und einem solchen König gewählt wurde, diese Regierung ist illegal.
Was die Nation während der Regentschaft von Mohammad Reza Khan sagen wollte, war, dass wir dieses Königreich nicht wollen. Unser Schicksal liegt in unseren eigenen Händen. Und jetzt sagen wir, wir erkennen diese Abgeordneten nicht an. Sie sind illegal, Parlament und Senat sind illegal. Die Regierung ist illegal. Jemand, der vom Parlament und Senat und vom Schah, die alle zusammen illegal sind, gewählt wurde, kann nicht legal sei. Wir sagen, sie sind illegal. Sie müssen gehen. Wir sagen Euch, dass diese Regierung, die jetzt regiert, und die sich als legale Regierung vorgestellt hat, sogar selbst nicht geglaubt hat, dass sie legal ist. Sie selbst hat vor einigen Jahren, solange diese Premierministerschaft noch nicht in ihre Hände gekommen war, gesagt, dass der Schah nicht legal ist. Wie können sie jetzt sagen, dass er legal ist? Dieses Parlament ist illegal. Fragt die Abgeordneten selbst, ob sie durch die Bevölkerung bestimmt wurden. Jeder, der behauptet, dass er durch die Nation gewählt wurde, dessen Hand nehmen wir, geben ihn in die Obhut von jemand und bringen ihn in seinen Wahlbezirk. Wir werden die Bevölkerung fragen, ob dieser Herr ihr Abgeordneter ist oder nicht. Haben sie ihn gewählt? Seid sicher, sie sagen nein.“

#### „Die Reformen des Schahs waren Betrug“
Chomeini fuhr dann fort, dass er das Reformprogramm des Schahs und hier insbesondere die Bodenreform für einen Trick hielt, um Iran von Importen aus den USA abhängig zu machen: 

„Sie sagten, sie wollten die Landwirtschaft reformieren. Sie sagten, die Bauern wollen wir zu Bauern machen. Bis jetzt waren sie Landarbeiter. Jetzt wollen wir, dass sie Eigentümer des Landes werden. Sie haben eine Landreform gemacht. Die Landreform hat nach allen diesen Jahren nur ein Ergebnis gebracht, nämlich dass die Landwirtschaft vollständig ruiniert wurde. Die Äcker wurden vollständig zerstört. Und jetzt leiden sie Not an allem. Sie sind abhängig vom Ausland. Mohammad Reza hat es gemacht, um einen Markt für Amerika zu schaffen. Dass wir in Abhängigkeit von Amerika bleiben, Weizen und Reis aus Amerika importieren, und Eier aus Israel, der Kolonie von Amerika, bringen. Was dieser gemacht hat unter dem Namen einer Reform, war schlecht. Die Landreform hat einen Schaden für unser Land verursacht, den wir in den nächsten zwanzig Jahren nicht beheben können. Nur wenn die ganze Nation Hand in Hand arbeitet und Jahre vorbeigehen, werden dieses Schäden behoben werden.
Er hat unsere Kultur zurückgeblieben belassen. Er hat die kulturelle Entwicklung zurückgehalten. Heute ist die Bildung unserer jungen Leute unvollständig. Nachdem sie hier eine Halberziehung abgeschlossen haben, mit allem Unheil und allen Dingen, müssen sie ins Ausland gehen und studieren. Wir haben seit mehr als 50 Jahren Universitäten. Seit ungefähr dreißig Jahre, seit wir diese Universitäten haben, hat man uns betrogen. Man hat uns verraten, deswegen haben wir von diesem Bereich keine Entwicklung, keine menschliche Entwicklung gehabt. Dieser Mensch hat alle Menschen und die Psyche der Menschen ruiniert. Dieser Mensch, weil er ein Diener war, hat Zentren der Prostitution gebaut. Das Fernsehen ist ein Zentrum der Prostitution. Das Radio, das meiste ist Prostitution. Es gibt Zentren, dass sie zu öffnen erlaubt haben, die alle der Prostitution dienen. Und alle haben Hand in Hand gearbeitet, dass sie in Teheran Zentren für den Verkauf von Alkohol errichten. Die Zahl der Zentren für den Verkauf von Alkohol ist größer als die Zahl der Buchhandlungen. Andere unmoralische Zentren sind ebenso zahlreich. Warum ist unser Kino ein Zentrum der Prostitution. Wir sind nicht gegen Kinos. Aber wir sind gegen Prostitution. Wir sind nicht gegen das Radio. Wir sind gegen Prostitution. Wir sind nicht gegen das Fernsehen. Aber wir sind gegen das, was im Dienste der Fremden ist, um die Entwicklung unserer Jugend zurückzuhalten. Wir sind dagegen, dass wir unsere Arbeitskraft verlieren. Wann haben wir uns gegen Modernismus gestellt?  Die Modernisierung, die Symbole der Moderne, haben heute ihren Fuß aus Europa in den Osten besonders in die Islamische Republik Iran gesetzt. Aber die Dinge, die man als Instrumente der Zivilisation hätte nutzen müssen, haben uns in die Barbarei gebracht. Das Kino ist ein Zeichen der Zivilisation. Es muss im Dienste der Bevölkerung und der Bildung stehen. Aber ihr wisst, sie haben unsere Jugend der Vernichtung preis gegeben, und so weiter. Deswegen wir sind dagegen.
Mit allen Mitteln haben sie das Land betrogen. Wir sagen, dieser Mensch selbst die Regierung von diesem Mensch und das Parlament dieses Menschen sind alle illegal. Wenn sie so weitermachen, sind sie alle Kriminelle. Alle müssen vor Gericht gestellt werden.“

#### „Ich bestimme die neue Regierung“
Nachdem von Chomeini deutlich gemacht worden war, dass das bestehende System illegal sei, erläuterte er, wie es weitergehen soll: 

„Ich werde die neue Regierung bestimmen. Ich werde auf den Mund der bestehenden Regierung schlagen. Ich werde eine Regierung ernennen. Mit der Unterstützung dieser Nation werde ich eine Regierung ernennen. Ich, weil diese Nation an mich glaubt,
… Beifall, Allah-u-Akbar-Rufe
Dieser Herr, der sich selbst nicht anerkennt, und der von seinen Freunden nicht anerkannt wird und den die Nation auch nicht anerkennt, und den die Armee auch nicht anerkennt, der nur von Amerika unterstützt wird, hat Gesandte geschickt und hat den Generälen Befehle gegeben, dass die Armee ihn unterstütze. England hat ihn auch unterstützt. Er hat gesagt, wir müssen ihn unterstützen. Ein einziger Mensch, der nicht durch die Nation unterstützt wird, und zwar unabhängig vom Niveau der Menschen. Ja sie haben einige Schläger, die auf die Straße kommen und schreien. Aber dies ist die Nation (zeigt auf die Zuhörer). Es heißt, ein Land hat keine zwei Regierungen, deswegen muss die illegale Regierung gehen. Du bist illegal. Die Regierung über die wir reden ist eine Regierung, die die Unterstützung der Nation hat. Sie ist abhängig von den Anweisungen Gottes. Du musst entweder Gott verneinen oder die Nation. Er muss auf seinem Platz sitzen. Oder auf Befehl von Amerika und Co. zwingt er diese Schläger, dass sie ein Massaker anrichten.
Solange wir existieren, werden wir nicht erlauben, dass sie Macht bekommen. Wir erlauben nicht, dass dieser böse Mensch noch einmal das alte Niveau erlangt und mit der alten Grausamkeit herrscht. Wir erlauben nicht, dass Mohammad Reza zurückkehrt. Sie wollen ihn wieder zurückbringen. Seid wach. Hallo Leute, seid wach. Sie planen. Sie haben eine Organisation eingerichtet, wo er ist. Sie knüpfen Beziehungen. Sie wollen uns wieder in die Zeit zurückbringen, in der alle unterdrückt werden. Und alles, was wir haben, in den Mund von Amerika geht. Wir werden es nicht erlauben. Solange wir leben, werden wir es nicht erlauben.
Und ich möchte vom großen Gott, ich möchte, dass ihr alle gesund bleibt. Und ich sage, dass es ein Muss für uns alle ist, dass wir diese Bewegung fortsetzen, bis sie gestürzt sind. Und wir mit den Stimmen der Bevölkerung wieder ein Parlament und einen Senat machen. Und die erste, dauerhafte Regierung ernennen.“

 Die einzige politische Kraft, die ihn durch einen Putsch davon hätte abhalten können, seine Pläne umzusetzen, war die Armee. Aus diesem Grund rief er am Schluss seiner Rede die Armee auf, ihn zu unterstützen: 

„Ich muss auch der Armee etwas sagen und einem Teil der Armee Dank sagen. Ich sage, wir wollen, dass sie unabhängig werden. Wir arbeiten hart daran. Wir haben unser Blut gegeben. Wir haben unsere Ehre und unser Gesicht geopfert. Unsere Mullahs sind ins Gefängnis gegangen und haben gelitten. Wir wollen, dass unsere Armee unabhängig ist. Herr General, wollen sie nicht unabhängig sein? Wollen sie Diener bleiben? Ich gebe ihnen den Rat, kommen sie in die Arme der Nation. Sagen sie, was auch die Nation sagt. Wir müssen unabhängig sein. Die Nation sagt, die Nation muss unabhängig sein. Die Armee darf nicht unter dem Befehl der amerikanischen Berater und Fremden sein. Kommen Sie! Wir sagen dies für sie. Kommen sie und sagt wegen euch selbst. Sagt, wir wollen unabhängig sein! Wir wollen nicht, dass die amerikanischen Berater bei uns sind. Wir sagen, dass die Armee unabhängig sein muss. Unser Lohn kann nicht sein, dass sie auf die Straße kommen und das Blut unsere Jugend vergießen, nur weil wir sagen, ihr müsst unabhängig sein. Wir wollen, dass Du Herr wirst.
Ich bedanke mich bei den Klassen, die sich mit der Nation verbündet haben. Sie haben ihre eigene Ehre, die Ehre des Landes gewählt. Diesen Unteroffiziere (Homafar) und den Offizieren der Luftwaffe gratuliere ich von uns allen. Alle aus Isfahan und Hamedan und anderen Städte folgten ihrer religiösen und nationalen Pflicht, kamen zur Nation und unterstützen die islamische Nationalbewegung. Wir bedanken uns bei denen sehr. Und die, die noch nicht Teil der Nation sind, Kommt. Der Islam ist besser als die Ungläubigkeit. Die Nation ist für Euch besser als die Fremden. Wir sagen das für Euer eigenes Wohlergehen, tut es für Euch selbst. Lasst das System fallen. Glauben Sie nicht, dass, wenn sie dieses System fallen lassen, dass wir Euch an den Galgen bringen werden. Glaubt nicht, was man Euch gesagt hat, dass wir Euch aufhängen werden. Ihr seht das Schicksal der Homafars und der Unteroffiziere. Wir werden Euch mit Ehre unterstützen.
Wir wollen, dass das Land ein starkes Land wird. Wir wollen, dass das Land ein starkes Regime hat. Wir wollen nicht das System zerstören. Wir wollen ein populäres System und dieses System soll von der Nation kommen und allgemein akzeptiert sein. Kein System, dass andere überwacht. Und die Anderen Ihnen Befehle geben.“

 Die Rede Chomeinis vom 1. Februar 1979 war vom Iranischen Nationalfernsehen (NITV) live übertragen worden. In der von Shia-TV über das Internet verfügbar gemachten Fassung wurden einige Passagen aus der Rede entfernt. Die entfernten Teile wurden in einem von Masoud Sadr produzierten Video zusammengestellt und enthalten unter anderem folgende Ausschnitte der Rede Chomeinis:

„Ich muss sagen, dass Mohammad Reza Pahlavi, dieser böse Verräter, geflohen ist, und alles, was wir hatten, zerstört hat. Er hat unser Land ruiniert und hat Friedhöfe gebaut.“

„Ich werde die Regierung bestimmen. Ich werde mit meiner Faust dieser Regierung auf den Mund schlagen. Ich sage es noch einmal. ich werde die Regierung bestimmen und werde mit meiner Faust der jetzigen Regierung auf den Mund schlagen. … Wir wollen, dass ihr unabhängig seid. Wir leiden unter der Bürde unserer Aufgabe. Wir haben unser Blut gegeben. Unsere Mullahs sind ins Gefängnis gegangen. Sie haben gelitten. Wir wollen, dass unsere Armee unabhängig wird. Herr General, wollt ihr nicht unabhängig sein? Herr Forscher, wollen Sie nicht unabhängig sein? Wollt Ihr Diener bleiben? Ich gebe Euch einen Rat. Kommt in die Arme der Nation!“

„Zusätzlich, dass Ihr Euer materielles Leben im Wohlstand führt, möchten wir, dass Euer spirituelles Leben zufriedenstellend ist. Ihr braucht Spiritualität.“

„Gebt Euch nicht damit zufrieden, dass wir für Euch Häuser bauen. Wasser und Elektrizität werden auch kostenlos sein. Auch das Busfahren wird kostenlos sein.“

„Gebt Euch nicht damit zufrieden. Wir werden auch Euer spirituelles Leben verbessern. Wir werden Euch auf das Niveau eines Humanisten erheben.“

„Wir werden gegen den moralischen Niedergang angehen. Die Prostitution wird abgeschafft. Die Inhalte im Fernsehen werden wir ändern. Wir werden andere Filme in den Kinos zeigen. Wir werden die Gesetze der islamischen Religion einführen. Diese verdammten Löwe-und-Sonne-Embleme müssen verschwinden. Es müssen islamische Embleme sein.“

### Die Ernennung von Mehdi Bāzargān zum Premierminister des Übergangs

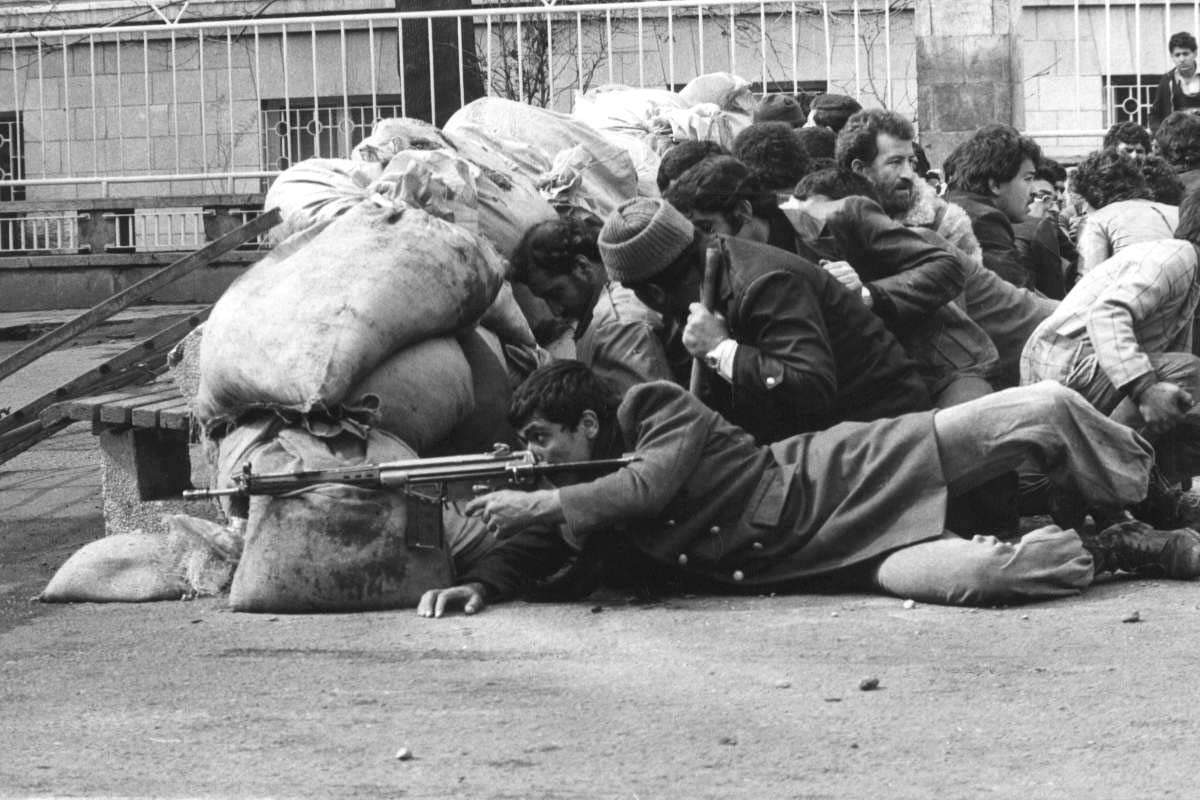
Straßenkämpfe in Teheran

Am 5. Februar 1979 ernannte Chomeini Mehdi Bāzargān zum Premierminister des Übergangs. Straßenkämpfe brachen in Teheran aus. Nachdem die Armee Premierminister Bachtiar die Unterstützung verweigert hatte und am 10. Februar ihre Neutralität in der politischen Auseinandersetzung zwischen Chomeini und Bachtiar erklärt hatte, floh Bachtiar aus seinem Haus, um nicht von Milizen Chomeinis verhaftet zu werden. Die Islamische Revolution war in eine neue Phase getreten.

## Erste Verhaftungen und Exekutionen

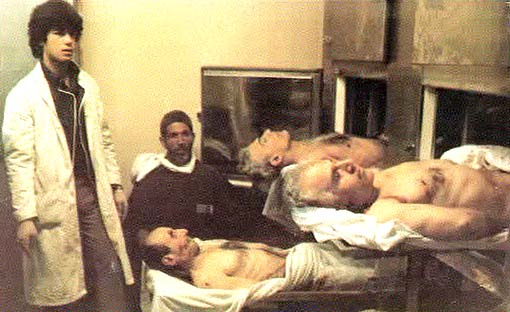
Die hingerichteten Generäle Nadschi, Rahimi und Chosraudad, 15. Februar 1979

Nach letzten Straßenkämpfen mit schahtreuen Truppen wurden in Teheran alle Ministerien, Behörden, Kasernen und die Medien von den Revolutionsgarden eingenommen. Am 11. Februar 1979 war die bisherige Ordnung völlig zusammengebrochen. Die Gefängniswachen waren geflohen. Am späten Nachmittag des Tages gab der Radiosender des Landes die historische Ankündigung bekannt: „Dies ist die Stimme Irans, die Stimme des wahren Irans, die Stimme der Islamischen Revolution.“
Am 12. Februar 1979 wurden der ehemalige Premierminister Amir Abbas Hoveyda, der frühere Landwirtschaftsminister Mansur Rowhani und mehrere Generäle im Fernsehen über ihre frühere Tätigkeit befragt. Hoveyda, der bereits vom früheren Premierminister Gholam Reza Azhari verhaftet worden war und sich jetzt wieder auf freiem Fuß befand, erklärte sich bereit, zu allen Anklagepunkten Stellung zu nehmen. Er fühlte sich vollkommen unschuldig. Rowhani verteidigte seine Arbeit als Landwirtschaftsminister und die Bodenreform. General Rabii erläuterte die Entscheidung der Militärs, sich im Kampf um die Macht zwischen dem vom Schah bestimmten Premierminister Bachtiar und dem von Chomeini ernannten Premierminister Bazargan neutral verhalten zu haben: „Bachtiar hatte erklärt, er wolle eine Republik auf der Grundlage der bestehenden Verfassung einrichten. Bazargan wollte eine Republik durch eine Volksabstimmung herbeiführen. Da beide Premierminister dasselbe Ziel verfolgten, habe man sich von Seiten der Militärs entschieden, sich neutral zu verhalten, um Blutvergießen zu vermeiden.“

Am 13. Februar 1979 schrieb Ali Asghar Hadsch Seyyed Dschawadi in der Tageszeitung Keyhan: „Die Neutralitätserklärung des Militärs ist bedeutungslos … Jeder Anspruch dieser Leute auf eine friedliche Kapitulation sollte mit revolutionärer Grausamkeit zermalmt werden.“ Die Linke Guerillabewegung in Iran forderte die Entlassung der Generäle und die Schaffung eines Revolutionsgerichts. Zwei Tage später, am 15. Februar 1979, begann man mit den ersten Hinrichtungen. Die Generäle Nassiri, Rahimi, Nadschi und Chosrodad waren die ersten Opfer der neuen islamischen Justiz. Chomeini hatte ihre Hinrichtung angeordnet. Die Anklage lautete mufsed fi'l arz und mohareb ba choda. Zum ersten Mal in der neueren Geschichte Irans wurde jemand zum Tode verurteilt, weil er der Korruption auf Erden Vorschub geleistet und sich gegen Gott gewandt habe. Oberst i. G. Meyer-Plath, Teheran, berichtete am 17. Februar 1979: 

„In einem Akt islamischer Schnell-Justiz sei am Vortag der Kriegsrechtsverwalter von Teheran, General Rahimi, zusammen mit drei weiteren Generälen zum Tode verurteilt und von einem aus Revolutionären und ehemaligen SAVAK-Opfern gemischten Peloton sofort erschossen worden. Bilder der Leichen seien in allen Zeitungen publiziert worden.“

 Am 20. Februar 1979 wurden vier weitere Generäle mit denselben Anschuldigungen zum Tode verurteilt und hingerichtet. Am 22. Februar wurden 215 hochrangige Offiziere aus der Armee entlassen.

## Die Gründung der Islamischen Republik Iran

### Die Gründung der Islamisch-Republikanischen Partei
Am 19. Februar 1979 gründeten die Gefolgsleute Chomeinis die Islamisch-Republikanische Partei. Mit der Parteigründung sollten die unterschiedlichen politischen Organisationen, die sich im Vorfeld der Islamischen Revolution gegründet hatten, in einer Organisation zusammengefasst werden. Im Einzelnen waren dies die Vereinigung der kämpfenden Geistlichkeit, die Gesellschaft der Dozenten der religiösen Seminare (Dschame'eh-ye Modarresin Hozeh-ye Elmiyeh), die die Lehrer der Religionsschulen repräsentierte, die Vereinigung der Islamischen Koalition (Hayat-e Mo'talefeh Eslami), die in der Hauptsache von den Kaufleuten aus dem Basar getragen wurde, und die Gesellschaft der islamischen Ingenieure (Dschame'eh-ye Eslami Mohandesin), die sich aus Technokraten zusammensetzte, die die westlich orientierte Politik des Schahs ablehnten.
Innerhalb des Kreises der Ajatollahs sah sich Chomeini dem Problem gegenüber, dass er nur einer unter vielen Ajatollahs war und dass es innerhalb der Hierarchie der Ajatollahs ranghöhere Geistliche gab, die ihm den Führungsanspruch hätten streitig machen können. Hierzu zählte Großajatollah Kasem Schariatmadari, der erklärte, dass das von Chomeini vertretene politische Modell einer Regierung der geistlichen Führer (velayat-e fagih) keine Basis in der schiitischen Theologie hätte. Seiner Ansicht nach sollte man besser die Verfassung von 1906 aus der Zeit der Konstitutionellen Revolution wiederbeleben, die zwar immer noch gültig war, aber im Lauf der Jahre vor allem unter Schah Mohammad Reza Pahlavi durch das Parlament mehrfach modifiziert worden war.
Chomeini entgegnete, dass der Schah den in der derzeitigen Verfassung stehenden Artikel, dass alle in Iran gültigen Gesetze den Normen des schiitischen Islams entsprechen müssten, schon seit langem nicht mehr beachtet hätte und dass daher die schiitische Geistlichkeit jetzt selbst tätig werde müsse, um die gesellschaftliche Entwicklung Irans wieder in die richtige Richtung zu lenken. Mit der Aussicht auf die Machtübernahme durch die schiitische Geistlichkeit waren plötzlich für viele junge Religionsschüler Posten in Ministerien und dem Regierungsapparat, und damit die Möglichkeit, Macht auszuüben, in greifbare Nähe gerückt, was ihnen unter Schah Mohammad Reza Pahlavi verwehrt geblieben wäre. Mit diesem Versprechen wuchs die Zahl der Befürworter der Ideen Chomeinis rasant an, was diesem wiederum die Möglichkeit bot, Großajatollah Schariatmadari zur Seite zu schieben und sich selbst zum „Obersten Führer“ zu ernennen.

### Das Referendum zur Frage einer Islamischen Republik
Bei der Durchsetzung seiner Vorstellungen wandte Chomeini zwei Strategien an: die Strategie des Dschihad und die des Idschtihād. Mit dem gegen die eigene Bevölkerung gerichteten Dschihad sollte die Islamisierung der Politik und der Gesellschaft mit Gewalt durchgesetzt werden. Mit der Ausrufung des Dschihad stellte er ein für alle Mal klar, dass die von der säkularen Opposition als „iranische Revolution“ betrachtete revolutionäre Bewegung eine islamische Bewegung ist und daher der Begriff „Islamische Revolution“ statt Iranischer Revolution zu verwenden sei.
Nachdem bei dem am 30. und 31. März 1979 durchgeführten Referendum mit den Wahlmöglichkeiten
- Islamische Republik:
  - ja (grün)
  - nein (rot)

eine überwältigende Mehrheit (über 98 % Ja-Stimmen) für die Islamische Republik gestimmt hatte, rief Chomeini die Islamische Republik Iran aus. Nun konnte die Ausarbeitung einer neuen Verfassung beginnen. Der deutsche Botschaftsrat Strenziok resümierte am 2. April 1979: 

„Am 1.4. mittags, einen Tag nach dem Referendum und noch bevor die Stimmen vollzählig ausgezählt waren, hat Khomeini von seiner Residenz in Qom aus die ‚Islamische Republik‘ ausgerufen. Das Innenministerium gibt heute als vorläufiges Wahlergebnis bekannt: Wahlberechtigte 18 Mio., Wahlbeteiligung 98 Prozent, davon Ja-Stimmen 97 Proz. Alle drei Zahlen sind mit Sicherheit falsch.“

### Weitere Hinrichtungen

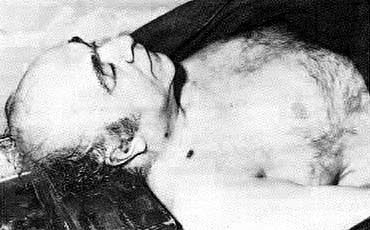
Der ehemalige Premierminister Amir Abbas Hoveyda, hingerichtet am 7. April 1979

Iran wurde damit zum Gottesstaat unter der Herrschaft einer Minderheit der höchsten geistlichen Autorität des schiitischen Islams, welche nicht zögerte, unter Anwendung von Gewalt ihre Herrschaft in Iran durchzusetzen. Erstes Ziel des von Chomeini ausgerufenen Dschihad war es, die wichtigsten Militärs, Politiker, Ideologen und Unterstützer des Schahs zu eliminieren. Chomeini teilte die Bevölkerung Irans in zwei Gruppen ein, die mustaz'afeen (die Armen oder Unterdrückten) und die mustakbereen (die Reichen oder Unterdrücker). Alle, die in irgendeiner Weise mit der früheren Regierung in Verbindung gebracht werden konnten, galten als „Unterdrücker“. Damit hätten sie sich am iranischen Volk und am Islam schuldig gemacht und müssten bestraft werden. Chomeini erklärte noch am selben Abend des Referendums, dass die verhafteten Repräsentanten des Pahlavi-Regimes keine „Angeklagten“ seien, deren Schuld man beweisen müsse. Sie seien vielmehr „Kriminelle“, deren Schuld zweifelsfrei feststehe. Es folgte eine neue Hinrichtungswelle. Am 7. April 1979 wurde der frühere Premierminister Amir Abbas Hoveyda erschossen, zwei Tage später die Generäle Rabii und Chadschenuri. Am 10. April 1979 wurden die früheren Leiter des SAVAK General Moqaddam und General Pakravan und der Befehlshaber der kaiserlichen Garde General Neschat hingerichtet. Am selben Tag wurden der frühere Außenminister Abbas-Ali Chalatbari, der Präsident des Parlaments Abdollah Riazi, der Landwirtschaftsminister Mansur Rowhani und weitere Personen hingerichtet.
Am 13. Mai 1979 erklärte Revolutionsrichter Sadegh Chalkali den Schah, Farah Pahlavi, Prinzessin Aschraf Pahlavi, den Bruder des Schahs Prinz Gholam Reza, den iranischen Botschafter in den USA Ardeschir Zahedi, den ehemaligen Premierminister Dschafar Scharif-Emami, Huschang Nahavandi und die Generäle Azhari und Oveisi, die sich alle im Ausland befanden, für mahdur-ud-dam (vogelfrei). Jeder, der diese Personen töte, handle im Auftrag des islamischen Revolutionsgerichts.

Am 15. August 1979 notierte Referat 311 des Auswärtigen Amtes: 

„Sog. islamische Revolutionsgerichte fällen weiterhin Todesurteile gegen Anhänger des früheren Regimes, von denen inzwischen über 300 Personen hingerichtet wurden ... aber auch gegen neue Gegner des Revolutionsregimes. Diese Schnellverfahren genügen weder nach Verfahrensablauf noch nach Art der erhobenen Anklagen rechtsstaatlichen Erfordernissen.“

### Erste Gegendemonstrationen
Spätestens Mitte August machte sich der in der iranischen Mittelschicht seit langem schwelende Unmut über Entwicklungen der islamischen Revolution in einer von der National Demokratischen Front sowie verschiedener laizistischer Gruppen organisierten Demonstration für Pressefreiheit Luft. Botschaftsrat Strenziok berichtete am 13. August 1979 aus Teheran: 

„Bei Auseinandersetzungen mit orthodox-islamischen Gruppen, die offenbar mit Steinen, Messern, Dolchen und Keulen die Demoteilnehmer angriffen, kam es zu stundenlangen Schlägereien. Zeitungen berichteten von 300 Verletzten, zum Teil schwer. ... Abgesehen von Spontan-Demonstrationen gegen negative Erscheinungen im post-revolutionären Iran (Komitee-Übergriffe, Willkürakte von Revolutionsgardisten, Schleierzwang für Frauen, Behandlung der Minderheiten, Arbeitslosigkeit etc.) war dies die erste größere organisierte Demonstration. ... neu aktiviert durch die jüngsten unverfrorenen Wahlmanipulationen.“

 Am 12. August 1979 war ein neues Pressegesetz erlassen worden, das die Berichterstattung der ausländischen Medien einschränkte und das Meinungsmonopol der Regierung festigte. Bereits einige Tage zuvor war die größte Oppositionszeitung Ayandegan geschlossen und mehrere oppositionelle Journalisten verhaftet worden.

### Eliminierung der früheren politischen Opposition
Das zweite Ziel des von Chomeini ausgerufenen Dschihad war es, die Oppositionsbewegung gegen den Schah zu einer rein islamischen Bewegung unter seiner Führung zu machen. Zum einen sollten Gegner in den Reihen der Ajatollahs wie Großajatollah Schariatmadari ausgeschaltet, zum anderen sollten auch die bürgerliche und die linke Opposition sowie die Guerillagruppierungen eliminiert werden. Oppositionelle Geistliche, die Mitglieder der Tudeh-Partei und jegliche linker Opposition sahen sich einer brutalen Verfolgung ausgesetzt. Auch die bürgerliche Opposition der Nationalen Front wurde Opfer von Inhaftierungen, Folterungen und Hinrichtungen. Mitglieder der Volksmudschahedin wurden verhaftet und hingerichtet.

Am 4. November 1979 kam es zur Besetzung der amerikanischen Botschaft in Teheran durch radikale Studenten und zum Beginn der mehr als einjährigen Geiselnahme von Teheran, für die Chomeini zuvor in einer Erklärung indirekt aufgerufen hatte. 

„Es ist deshalb Sache der lieben Schüler, Studenten und Theologiestudenten, mit all ihrer Kraft die Angriffe gegen die USA und Israel zu verstärken, so dass sie die USA zwingen können, den abgesetzten und kriminellen Schah auszuliefern ...“

 Mit der Besetzung der US-Botschaft und der Geiselnahme begann, nach Riyahi, die zweite Phase der Etappe, einen theokratischen Staat zu errichten, dem nachlassenden Schwung der Revolution mit dem Aufbau eines äußeren Feindes neue Kräfte zuzufügen. Als Erstes erfolgte am 6. November 1979 die Ablösung des von Chomeini als Übergangspremierminister eingesetzten Mehdi Bāzargān durch ein „Kabinett ohne Premierminister“, in dem Abolhassan Banisadr als Außen-, Wirtschafts- und Finanzminister wirkte. Der Sicherheitsberater Präsident Carters, Zbigniew Brzeziński, hatte sich am 1. November 1979 mit Premierminister Bazargan in Algerien getroffen. Dieses Treffen schürte den Argwohn Chomeinis, dass Bazargan sich mit den USA über die weitere politische Entwicklung in Iran verständigen könnte. Mit der Besetzung der US-Botschaft war dieser Weg versperrt und Bazargan musste zurücktreten.

### Aufbau eines islamischen Staatswesens
Am 3. Dezember 1979 wurde ein Referendum über die neue iranische Verfassung abgehalten. Nach offiziellen Angaben lag die Zustimmung wie schon bei dem Referendum vom 31. März bei nahezu 100 %, andere Quellen sprechen jedoch nur von etwa 60 %. Somit wurde die einstige Monarchie Iran zur Islamischen Republik, einem schiitischen Gottesstaat, geführt von Chomeini als höchster religiöser und politischer Autorität.
Das dritte Ziel des von Chomeini mit der Besetzung der amerikanischen Botschaft ausgerufenen Dschihad war der Aufbau einer islamischen Ordnung mit einem Präsidialsystem bestehend aus einer Exekutive, Legislative und Jurisprudenz, die sowohl ihm, dem obersten Führer, wie dem iranischen Volk verantwortlich waren. Das tägliche Leben der Bevölkerung sollte durch einen moralischen Kodex für jedermann und Bekleidungsvorschriften für Frauen in eine islamische Konformität gezwungen werden. Die Revolutionswächter (Pasdaran) wurden gegründet, um die Einhaltung der islamischen Ordnung zu überwachen.
Neben dem Dschihad gab es immer auch eine Dimension des Idschtihād, der schöpferischen Auslegung und Anwendung des Islams. Chomeini war klar, dass er auf der Grundlage des Dschihad keinen islamischen Staat als Teil der internationalen Weltordnung aufbauen konnte. Die Frage, wie man einen islamischen Staat langfristig sichern könne, löste Chomeini auf seine ihm eigene Weise. Er ließ neben den Dschihadis auch eine islamische Oppositionsbewegung zu, die sich selbst als Reformer betrachteten und von Mohammad Chātami angeführt wurden. Damit war eine systemimmanente politische Diskussion zwischen den Hardlinern und den Reformern eröffnet, die das islamische System als Ganzes nicht in Frage stellen, sondern politisch stabilisieren würde.

## Unterstützung der Islamischen Revolution aus dem Ausland

### Palästinensische Befreiungsorganisation (PLO)
Zunächst waren nur Gerüchte über eine Zusammenarbeit zwischen den Anhängern Chomeinis und der Palästinensischen Befreiungsorganisation (PLO) im Umlauf. Dass palästinensische Milizionäre am 8. September 1978 – dem Tag, der als schwarzer Freitag in die Geschichte Irans eingegangen ist – auf dem Dschaleh-Platz in Teheran aus den umliegenden Häusern zuerst in die Demonstranten und dann auf die Soldaten geschossen hatten, konnte dann auch erst später durch Aussagen von Augenzeugen erhärtet werden.

Die öffentliche Bekanntgabe und Institutionalisierung der Zusammenarbeit zwischen der sich in der Gründung befindlichen Islamischen Republik Iran und der Palästinensischen Befreiungsorganisation (PLO) erfolgte am 17. Februar 1979. Der deutsche Botschafter in Iran, Ritzel, berichtete am 18. Februar 1979 an das Auswärtige Amt: 

„Der Vorsitzende des Exekutivkomitees der PLO Jassir Arafat ist an der Spitze einer 50-köpfigen Delegation zu einem einwöchigen Besuch in Teheran eingetroffen. Arafat bezeichnet den Sturz des Schah als den ersten Schritt zum Sieg der palästinensischen Revolution. Die PLO wird eine ständige Mission in Teheran (im Gebäude der früheren israelischen Mission) errichten.“

 Wie bedeutsam die Beziehungen zwischen Chomeini und Arafat waren, zeigt ein Treffen Arafats am 13. Juli 1979 mit dem SPD-Vorsitzenden Willy Brandt und dem österreichischen Bundeskanzler Bruno Kreisky in Wien, bei dem Arafat gebeten wurde, sich gegenüber Chomeini für die iranischen Juden einzusetzen. Arafat hat nach einer Gesprächsnotiz des Legationsrats Schenk diesem Wunsch auch entsprochen.

### Syrien
In einem am 27. August 1979 in Damaskus geführten Gespräch zwischen dem damaligen syrischen Außenminister Chaddam und Bundesaußenminister Genscher räumte der syrische Außenminister auf die Frage nach der Lage in Iran ein: 

„Syrien unterhielt seit neun Jahren Kontakte zu den Revolutionären. Wir haben der Revolution einige Unterstützung gewährt. Wir waren sicher, dass die Revolution kommen würde. Nach unserer Analyse musste die Revolution entweder kommunistisch-marxistisch oder national-religiös sein. ... Die Lage im Iran wirkt sich so oder so auf uns aus. Dies erklärt unser Interesse.“

 Chaddam ging dann freimütig auf die weitere Zusammenarbeit mit der iranischen Führung ein, indem er offenbarte, dass Syrien mit der iranischen Führung Zusammenarbeit in einer Reihe von Bereichen vereinbart habe. Es sei völlig unzweifelhaft, dass die staatliche Autorität bei Chomeini liege.

## Übergriffe in der Bundesrepublik Deutschland
Am 15. August 1979 notierte das Referat 511 des Auswärtigen Amtes: 

„Seit Anfang 1979 wurden mehr als 30 Vorfälle registriert, bei denen iranische Staatsangehörige als SAVAK-Agenten verdächtigt und bedroht, zum Teil auch tätlich angegriffen wurden bzw. Iraner eine befürchtete Gefährdung den deutschen Polizeidienststellen angezeigt haben. Die Verfolger zogen in einigen Fällen Pässe der Verdächtigen ein und schickten sie an die iranische Botschaft. In vier Fällen trat eine größere Anzahl Täter und Zuschauer als ‚Tribunal‘ oder ‚Islamisches Gericht‘ auf. Es wurden Ermittlungen unter anderem wegen Nötigung, räuberischer Erpressung, Körperverletzung und Betätigung in einer kriminellen Vereinigung eingeleitet. Als Täter identifizierten die Ermittlungsbehörden mehr als 70 Personen. 29 Beschuldigte wurden inhaftiert. Bis zum 16. August 1979 wurden 16 Personen wieder freigelassen. Zurzeit sind in Hamburg noch acht und in Nordrhein-Westfalen fünf Iraner in Haft. Mit einer Ausnahme sind die Angegriffenen auf einer Liste verzeichnet, die in größerer Zahl unter persischen Studenten im Bundesgebiet kursiert.“

## Reaktionen
Am 2. Februar 1979 versicherte Zbigniew Brzeziński Präsident Jimmy Carter: 

„We should be careful not to over-generalize from the Iranian case ... Islamic revivalist movements are not sweeping the Middle East and are not likely to be the wave of the future.“

„Wir sollten darauf achten, den iranischen Fall nicht zu sehr zu verallgemeinern ... Islamische Erneuerungsbewegungen werden den Nahen Osten nicht mitreißen, und es ist sehr unwahrscheinlich, dass sie zu einer Welle in der Zukunft anwachsen werden.“

 Am 21. Februar 1979 fand ein Treffen der NATO-Außenminister in Brüssel statt. Als inhaltlicher Konsensus wurde festgehalten: 

„Im Augenblick bleibt nichts anderes übrig, als Khomeini und die Regierung Bazargan pragmatisch und unauffällig zu unterstützen. Nur Khomeini verfügt über eine genügend breite Basis. Jede andere Lösung ist unter den gegebenen Umständen für den Westen schlechter.“

 Die iranisch-amerikanischen Beziehungen kamen mit der Geiselnahme von Teheran völlig zum Erliegen. Die USA wurden von Chomeini als Feindbild aufgebaut und als Großer Satan bezeichnet.
Der Anspruch Chomeinis, die Revolution in die islamischen Nachbarländer zu exportieren (Revolutionsexport), führte unter den dortigen Regierungen zu einer ablehnenden Haltung gegenüber Iran. Saddam Hussein begann 1980 sogar den Iran-Irak-Krieg, der bis 1988 andauerte und die Exportambitionen des Chomeini-Regimes letztlich zunichtemachte.

Der ehemalige britische Botschafter in Iran, Anthony Parsons, kommt in seinen Erinnerungen zum Schluss, dass es sich bei den politischen Umwälzungen des Jahres 1979 gar nicht um eine Revolution, sondern um eine Gegenrevolution gehandelt hat. 

„Seit dem 16. Jahrhundert hat es in Iran nur eine Revolution gegeben, nämlich die von Reza Schah Pahlavi, die von seinem Sohn Mohammad Reza Schah Pahlavi fortgesetzt wurde. Definiert man Revolution als die Zerstörung vorhandener gesellschaftlicher Strukturen und den Aufbau einer neuen Gesellschaft, die sich von der vorherigen Gesellschaft unterscheidet, so war es genau das, was Reza Schah gemacht hat. .... Chomeini dagegen hat lediglich die beiden Machtzentren wiederhergestellt, welche die iranische Gesellschaft für hunderte von Jahren dominiert haben, die Hierarchie der Shia-Muslim-Geistlichkeit und die Kaufleute des Basars. ... Die neue Verfassung ist weit reaktionärer als die Verfassung von 1906. Die modernen administrativen und wirtschaftlichen Strukturen, die die Pahlavis geschaffen hatten, sind bis auf die Grundfesten erschüttert.“

## Der Versuch der Volksmujahedin, die Islamische Revolution zu wiederholen
Die Volksmudschahedin, die nach 1979 zur wichtigsten Oppositionsgruppe in der Islamischen Republik wurden, vertraten 1980 in ihrer Zeitschrift Modschahed die Auffassung, dass die Islamische Revolution verraten worden sei, weil die traditionelle Geistlichkeit ihre „Tentakel bis in die Gerichte, die Medien und das Madschlis ausgestreckt“ und eine „Diktatur der Mullahs“ errichtet habe. Sie beabsichtige, die Macht für 2.500 Jahre zu monopolisieren, so wie diese vorher 2.500 Jahre von der Monarchie monopolisiert worden sei. Am 19. Juni 1981 riefen die Volksmudschahedin zusammen mit Präsident Abolhassan Banisadr die ganze Nation dazu auf, am nächsten Tag auf die Straße zu gehen und ihren Widerstand gegen die „Monopolisten“ der Islamisch-Republikanischen Partei zum Ausdruck zu bringen, die ihrer Meinung nach einen geheimen Staatsstreich durchgeführt hätten. Ihre Absicht war, den Prozess der Islamischen Revolution zu wiederholen: „zunächst eine Reihe immer heftigerer Demonstrationen anzuzetteln, dann im ganzen Land, vor allem in den Ministerien und Fabriken, Sympathiestreiks auszulösen und schließlich die bewaffnete Macht des Staates, in diesem Fall die Pasdars, zu demoralisieren, bis das gesamte Regime zusammenbrechen würde“.
Das Regime der Islamischen Republik reagierte prompt und entschieden. Seine Anhänger rieten der Bevölkerung, zu Hause zu bleiben: So rief etwa Behzad Nabavis Organisation der Mudschahedin der Islamischen Revolution die iranische Jugend auf, ihr Leben nicht für den „Liberalismus und Kapitalismus“ zu verschwenden. Prominente Geistliche erklärten, dass Demonstranten, unabhängig von ihrem Alter, als „Feinde Gottes“ behandelt und als solche auf der Stelle hingerichtet würden. Hezbollah-Anhänger wurden bewaffnet und mit Lastwagen herangeschafft, um die Hauptstraßen zu blockieren. Die Islamische Revolutionsgarde erhielt den Befehl zu schießen. Allein in der Nähe der Teheraner Universität wurden 50 Menschen getötet, 200 verletzt und 1.000 verhaftet. Dies übertraf die meisten Straßenschlachten der Islamischen Revolution. Die Volksmujahedin setzten ihren Kampf gegen das klerikale Regime bis zum September 1985 mit Hinterhalten, Selbstmordanschlägen, Bombenanschläge und Attentaten fort. Das Regime reagierte darauf mit brutaler Verfolgung. Hierbei verloren mehr als 9.000 Volksmudschahedin ihr Leben.